# Georges de Mestral
Georges de Mestral (19. června 1907 Colombier VD, Vaud, Švýcarsko – 8. února 1990, Commugny, Švýcarsko) byl inženýr a vynálezce suchého zipu.
Impulsem pro vynález suchého zipu byly hlavičky rostlin, které se mu zachytávaly na kabát a také na srst jeho psa. Po důkladném rozboru odstraněných rostlin pod mikroskopem se rozhodl pokusit se vyrobit obdobné háčky synteticky.